# Chloroclystis virescens
Chloroclystis virescens là một loài bướm đêm trong họ Geometridae.